# Justin Chambers
Justin Willman Chambers (sinh ngày 11 tháng 7  năm 1970) là một diễn viên và cựu người mẫu người Mỹ.